# 이윤영 (1967년)
이윤영(1967년 3월 8일 ~ )은 대한민국의 1989년 미스코리아 미(美)이다.

## 학력
- 계명대학교 영어영문학과

## 경력
- 1989년 미스코리아 대구 진
- 1989년 미스코리아 미 & 포토제닉상
- 2004년 6월, 미인대회 출전자 출신으로는 세계 최초로 멘사(Mensa) 회원 가입

## 같이 보기
- 미스코리아
- 오현경
- 고현정